# Karory

karory (かろりー, 카로리, 12월 8일 ~ )는 일본의 여성 프리 일러스트레이터, 삽화가이다.
케로Q, 마쿠라 소프트에서 활동 이후 프리랜서로 활동하게 되었으며, 2015년에는 feng에서 새 미연시 게임 준비 중에 있다.

## 게임
- 슈프림 캔디 ~왕도에는 왕도만의 이유가 있습니다~
- 갑자기 널 사랑하고 있어 (いきなりあなたに恋している)
- 멋진 나날들 (素晴らしき日々)

- 꿈과 색으로 되어있다 (夢と色でできている)

## 라이트 노벨
- 드레스를 입은 내가 귀하신 분들의 가정교사가 된 일
- 용사 린의 전설 (용사 더러운 크리무의 전설 - 학생회의 일존 사쿠라노 크림 스러운 린짱..)

## 사이트
- 개인 사이트 링크
- 트위터 링크